# Rédly Gyula
Nemespanni Rédly Gyula (Esztergom-Víziváros, 1865. február 21. – Budapest, 1938. február 28.) hercegprímási uradalmi jószágfelügyelő, aranykalászos okleveles mezőgazdász.

## Élete
Nagyapja Rédly Károly (1791-1854) nagysallói és pozsonyi számtartó, majd esztergomi érseki főszámvevő, atyja Redl Ignác Hont vármegyei sebész érdemeire való tekintettel Rudnay Sándor hercegprimástól 1823. április 2-án egyházi nemességet és Nemespannon birtokadományt kapott. Édesapja Rédly Gyula (1826-1911) prímási uradalmi felügyelő, a Földhitel Intézet birtokbecslő szakértője. Felesége mezeházi és tvarosnyai Mezey Jusztina (1874-1944). Fia Rédly Gyula az Országos Magyar Gazdasági Egyesület főtitkára. Másik fia Rédly Pál gépészmérnök, unokája Rédly Elemér plébános.
1886-ban végezte el a Magyaróvári Magyar Királyi Gazdasági Akadémiát, abban az évben, amikor áttértek a magyar nyelvű oktatásra. Az apai hagyományokat folytatva rögtön gazdatiszti pályára állt és a prímási uradalmak szolgálatába lépett. Rövidesen az esztergomvármegyei dunamocsi prímási birtok intézője lett. Példaadásával a környék népies gazdálkodását is jelentős mértékben javította. A vármegye gazdasági és társadalmi életében aktívan részt vett. Később, a háború előtti években a hercegprímási uradalmak Érsekújvár melletti bajcsi kerületének élére került, mint jószágfelügyelő, ahol néhány évi irányító munkássága alatt a nagykiterjedésű, több mint 20,000 holdas birtokrésznek működését eredményesen átszervezte.
Az első világháború második évében nyugalomba vonult, szolgálatának jutalmául a dunamocsi gazdaságot kapta haszonbérbe a hercegprímástól és így újból korábbi működésének színterére került vissza. A háború utáni súlyos viszonyok között tovább folytatta működését. Csak az 1920-as évek végén települt át Magyarországra, ahol Budapest környékén egy kisebb bérleten gazdálkodott tovább.
1894-1915 között a Dunamocsi Prímási Uradalom intézője, majd 1927-ig bérlője. Tekintélyes, szigorú, de szociálisan érzékeny ember volt, beosztottjai nemcsak tisztelték, de szerették is. Az ismerősök a Duna felől kőfallal védett kúriát, mint édenkertet emlegették. A kúriából mára csak egy omladozó kőfal maradt.
Temetése Budapesten a Farkasréti temetőben március 2-án volt.

## Elismerései
- 1936 A magyaróvári gazdasági akadémia aranyoklevele